# Elv
 For alternative betydninger, se Elv (flertydig). (Se også artikler, som begynder med Elv)
Elv (norsk: elv, svensk älv) er den nordiske betegnelse for et større vandløb, som regel en flod eller å.
På dansk anvendes ordet især om svenske, norske, færøske, islandske og grønlandske vandløb, det vil sige om større vandløb i områder prægede af højtliggende eller blottet grundfjeld. I modsætning til floder og vandløb vil elve derfor have et større fald og oftest være kendetegnet af tærskler med tendens til egentlige vandfald (fos). Modsat floder er elve normalt ikke sejlbare men kan anvendes (og anvendtes især tidligere) til tømmerflådning.
Den længste norske elv er Glomma. Den længste elv i Sverige er Torne älv.

## Etymologi
Ordet elv er det samme ord som det tyske flodnavn "Elben", i norrønt kaldet Saxelfr. Af dette er navnet på landet mellem Glomma og Göta älv kaldet Alfheimar. Et andet stednavn af samme oprindelse er Alfarheimr, i dag kaldet Elverum.

## Livet i elvene
Næringsindholdet i elven bestemmes som oftest af hvad, som sker opstrøms i elvsystemet. Efterhånden, som elven strømmer mod havet, samles næringsstoffer op, og elven bliver mere og mere næringsrig. Norske elve er som regel ret næringsfattige, de har deres udspring i fjeldene og har en ret kort transportzone før, de når havet. Næringen i de norske elve kommer som oftest fra døde organismer (detritus) fra planter fra det terreste system og døde organismer, som omkom opstrøms. En anden ting, som sker i større elvsystemer, er, at temperaturen stiger, når elven kommer nærmere kysten. Dette gør elven til et specielt og varieret system med mange forskellige habitater (områder med egne levevilkår). De mange habitater betyder, at biodiversiteten i elvene kan være stor. Foruden, at temperaturen i vandmasserne stort set er de samme i et tværsnit af elven, er et andet særtræk ved elvene, at de er iltrige hele året.
Fordi bundmaterialet stadig er i bevægelse og vandet oftest har en stor hastighed, er der færre dyr og planter end i indsøer og damme. Større planter vil for eksempel derfor have vanskelig ved at finde fæste og slå rod. Alligevel findes der mange specialiserede organismer i elvene og især nede ved bunden, hvor strømningerne er mindre og sten og grus kan give beskyttelse. Larver af stenflue, døgnflue og knott er almindelige i elve. I mere langsomme partier findes planter som tjønnakse og elvesnele, nær land er der ofte græs, mos og stargræsser, samt birkeskov og andre løvtræer. Selv i bræelve, som har stor transport af sedimenter, kan der være tykke mostæpper. Mosser udnytter kultveilte i atmosfæren, som vandet i elve stadig blander ned i vandmasserne.

### Fugle
Typiske fugle, som holder til i elve, er ænder, snepper og spover, og den norske nationalfugl vandstæren. Vandstærene er tilpasset et liv i elve og finder sin føde der. Den kan lukke ører og næsebor, når den piler hen over bunden på jagt efter stenfluelarver, småkrebs og snegle. Vandstæren kan stoppe fødesøgningen på bunden brat, dukke op på overfladen og flyve øjeblikkelig bort.

### Pattedyr
Odder og bæver er eksempler på dyr, som har specialiset sig på et liv i og nær rindende vand.

### Fisk
I anadrome vandløb kommer der fisk fra havet for at gyde, de almindeligste er laksefisk som laks, havørred og røding. Disse fisk har deres ynglestadium i elvene, men lever ellers hele deres liv ude i havet. Foruden disse fisk er ørred, røje, gedde , aborre og skalle specialiserede til kun at leve i ferskvand i elve, bække og indsøer.

## Menneskelig udnyttelse
Elve har været vigtige transportveje og anvendt til tømmerflådning, vandmøller, savværker og fabriksvirksomhed. Tidlige bosættelser i Norge findes ofte langs elve, og vigtige byer som Oslo, Trondheim, Halden, Fredrikstad, Skien, Drammen ligger ved elves udmundinger. I Oslo var Akerselven vigtig for den tidlige industrialisering. I dag er mange af tidligere tiders anvendelser af elve for det meste kulturminder, og anvendelsen af elve er i dag vigtig for elektrisk kraftproduktion.